# Paramètres régionaux
Pour les articles homonymes, voir Paramètre (homonymie).
 (septembre 2020).
Si vous disposez d'ouvrages ou d'articles de référence ou si vous connaissez des sites web de qualité traitant du thème abordé ici, merci de compléter l'article en donnant les références utiles à sa vérifiabilité et en les liant à la section « Notes et références ».
Les paramètres régionaux, aussi appelés paramètres de lieu, environnement linguistique, options régionales et linguistiques, ou même culture ou locales (terme anglais), sont un ensemble de définitions de textes et de formats utiles à la régionalisation de logiciel. Ceux-ci permettent au logiciel d’afficher les données selon les attentes culturelles et linguistiques propres à la langue et au pays de l’utilisateur :
- le type de séparateur décimal ;
- la représentation des chiffres ;
- le format de la date et de l'heure ;
- les unités monétaires ;
- le codage par défaut des caractères ;
- l'ordre alphabétique des lettres (qui peut différer selon les régions) ;
- etc.

Habituellement, les identificateurs de culture consistent au moins en un identificateur de langue et un identificateur de région.
Les identificateurs de culture peuvent être définis de différentes manières : 
- Locale Identifier (LCID) pour le code non-CLI (unmanaged code) sur Microsoft Windows est un nombre tel que « 1033 » pour l'anglais (des États-Unis d'Amérique) ou « 1041 » pour le japonais (du Japon) ; ces nombres consistent en un code de langue (10 bits de poids faible) et un code de culture (bits de poids forts) et sont donc souvent notés en hexadecimal, tels que 0x0409 ou 0x0411 ;
- en XML, Microsoft .NET, Java et autres environnements basés sur Unicode, les identificateurs de culture sont définis sur un format similaire au RFC 3066 ou l'un de ces successeurs ; ils sont habituellement définis avec seulement les codes ISO 639 et ISO 3166-1 alpha-2 ;
  - Microsoft commence à introduire des API non-CLI pour le .NET qui utilise ce format ; l'un des premiers à être généralement livré est une fonction pour atténuer les problèmes liés aux noms de domaine internationalisés [1], mais d'autres sont dans Windows Vista Beta 1 ;
- sur Unix, Linux et autres plateformes de type POSIX, les identificateurs de culture sont définis conformément à la définition RFC 3066, mais le modificateur de variable locale est défini différemment, et le charset est inclus dans l'identificateur ; il est défini dans ce format : [language[_territory][.codeset][@modifier]] (par exemple : fr_FR.UTF-8).

## Codage des caractères
Les paramètres régionaux, sous Windows comme sous Linux, indiquent quels sont les codages de caractères à utiliser. Chaque système a ses spécificités liées à une évolution différente.
Windows s'est construit sur une base DOS, à laquelle s'est d'abord ajoutée une API 8 bits, puis une API dite Unicode. De ce fait, ce système peut utiliser à un même moment trois jeux de caractères, qui en Europe de l'Ouest sont : la page de code 850 en ligne de commande, Windows-1252 dans les applications anciennes et Unicode dans les applications modernes.
Linux s'est construit sur un héritage Unix, où le codage régional de caractère a été progressivement remplacé par UTF-8 par défaut, qui couvre le monde entier. Cela s'est fait progressivement, d'abord avec Red Hat Linux 8.0 (en septembre 2002, sauf dans les pays asiatiques). À la suite de certaines corrections, SuSE Linux version 9.1 (en mai 2004) puis Ubuntu Linux, sont également passés à un préréglage UTF-8.